# Las Villas (Comarca)
Die Comarca Las Villas ist eine der zwölf Comarcas in der Provinz Salamanca der autonomen Gemeinschaft Kastilien und León.
Sie umfasst 11 Gemeinden auf einer Fläche von 197,28 km² mit dem Hauptort Villoria.

## Gemeinden
| Gemeinde            | Einwohner (2024) | Fläche km² | Dichte Einw./km² | Cod INE | Postleitzahl |
| ------------------- | ---------------- | ---------- | ---------------- | ------- | ------------ |
| Aldealengua         | 713              | 5,48       | 130              | 37016   | 37350        |
| Aldearrubia         | 519              | 32,84      | 16               | 37020   | 37340        |
| Arabayona de Mógica | 325              | 23,26      | 14               | 37031   | 37418        |
| Babilafuente        | 925              | 22,60      | 41               | 37038   | 37330        |
| Cordovilla          | 108              | 15,84      | 7                | 37110   | 37337        |
| Encinas de Abajo    | 619              | 20,86      | 30               | 37121   | 37182        |
| Huerta              | 285              | 14,20      | 20               | 37164   | 37338        |
| Moríñigo            | 88               | 8,36       | 11               | 37206   | 37337        |
| San Morales         | 366              | 4,92       | 74               | 37288   | 37340        |
| Villoria            | 1.258            | 31,65      | 40               | 37374   | 37339        |
| Villoruela          | 731              | 17,27      | 42               | 37375   | 37338        |
| Comarca Las Villas  | 5.937            | 197,28     | 30               | –       | –            |